# 建部町角石谷
建部町角石谷（たけべちょうついしだに Takebe-chō Tsuishidani）は、岡山県岡山市の最北端に位置する大字である。北区建部町に属する。旧久米郡鶴田村角石谷、久米郡福渡町角石谷、御津郡建部町角石谷。郵便番号は709-3104（福渡郵便局管区）。
古武道竹内流発祥の地として知られる。

## 地理
岡山市の最北端に位置しており、旧美作国にあたる。
旭川の支流である滝谷川が南流する。
それにより形成された谷筋に、蔭地、谷ヶ一、上代、坂本、新屋、円通寺、大地などの集落がある。

### 河川
滝谷川のほか、その支流に以下の小河川がある。
- 樋の口川
- 大陰川

## 歴史

### 沿革
- 1889年6月1日 - 町村制施行に伴い、久米北条郡角石谷村が三明寺村、角石畝村、和田南村と合併したことにより、久米北条郡鶴田村角石谷となる。
- 1900年4月1日 - 久米北条郡が久米南条郡と合併したことにより、久米郡鶴田村角石谷となる。
- 1955年2月1日 - 久米郡鶴田村が久米郡福渡町と合併したことにより、久米郡福渡町角石谷となる。
- 1967年1月15日 - 久米郡福渡町が御津郡建部町と合併したことにより、御津郡建部町角石谷となる。
- 2007年（平成19年）1月22日 - 御津郡建部町が岡山市と合併したことにより、岡山市建部町角石谷となる。
- 2009年（平成21年）4月1日 岡山市が政令指定都市に移行したことにより、岡山市北区建部町角石谷となる。

## 人物
出身者
- 竹内久勝 - 古武道竹内流を隆盛させた[1]。

## 施設
公共・観光
- 岡山市役所北区役所鶴田連絡所
- 古武道竹内流発祥の地 - 岡山県史跡。竹内流本部道場。
  - 竹内流宗家道場
  - 竹内流武術相傅家文政道場
  - 竹内流武術相傅家明治道場
  - 竹内流武術相傅家昭和道場

産業
- 岡山大東電機工業株式会社
- 田渕椎茸農園

寺社
- 稲荷山神社

## 小・中学校の学区
岡山市立福渡小学校・岡山市立建部中学校の学区に属する。

## 交通

### 鉄道路線
- 域内には存在しないが、 JR津山線：福渡駅が最寄り駅。

### 道路
- 主要地方道
  - 岡山県道70号久米建部線

- 一般県道
  - 岡山県道451号和田北鶴田線

### バス
- 御津・建部コミュニティバス鶴田線